# 菲斯卡爾島

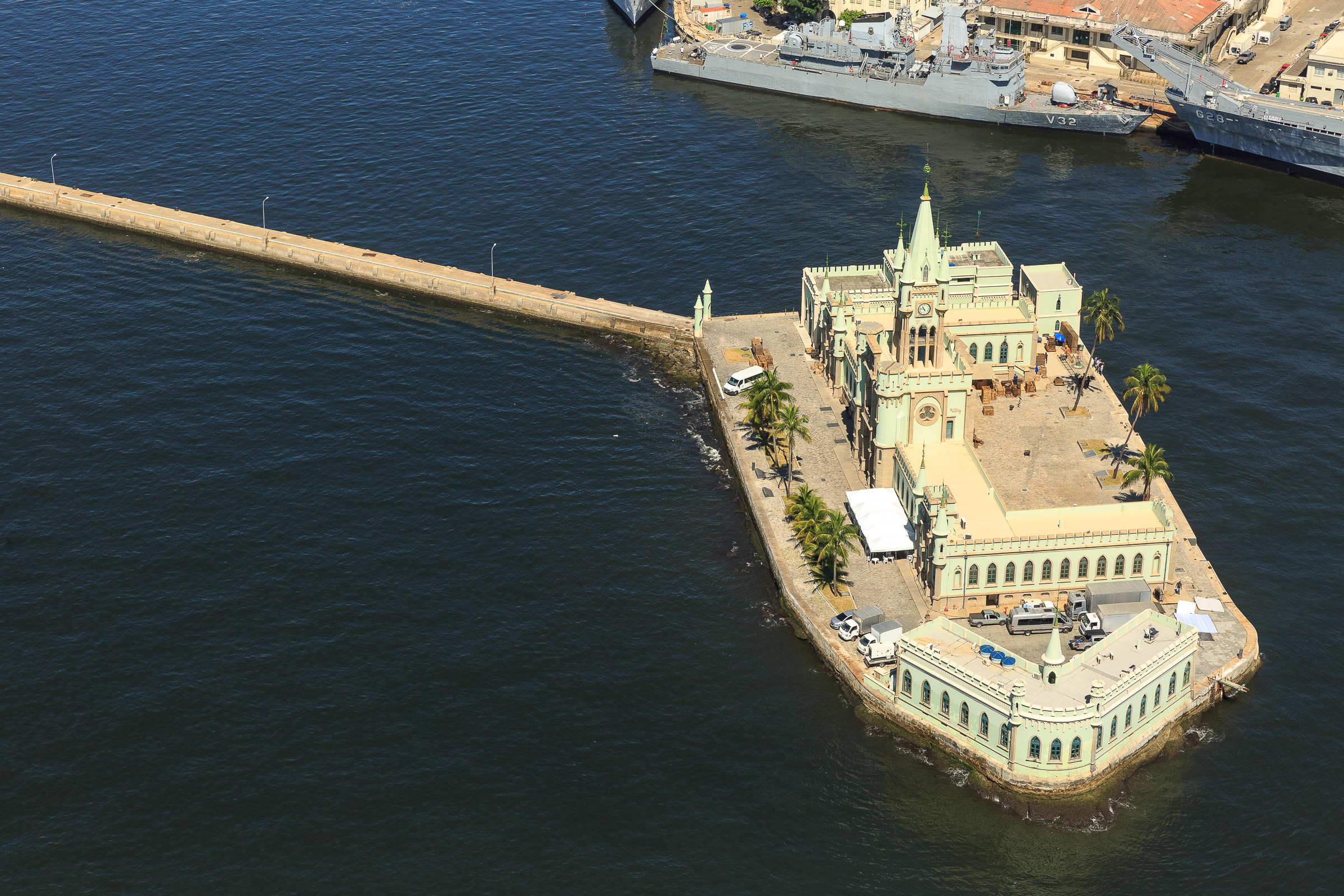

菲斯卡爾島是巴西的島嶼，位於大西洋海域，由里約熱內盧負責管轄，長0.12公里、寬0.52公里，面積0.57公畝，島上有由巴西海軍管理的博物館。
22°54′S 43°10′W / 22.900°S 43.167°W